# Kokoda-Track-Kampagne
Buna-Gona –
Kokoda –
Isurava –
Eora Creek I –
Mission Ridge/Brigade Hill –
Ioribaiwa –
Eora Creek II –
Oivi–Gorari –
Buna-Gona-Sanananda
1942

Rabaul –
1. Salamaua-Lae –
Operation N –
Operation MO –
Korallenmeer –
Buna-Gona –
Kokoda Track –
Milne-Bucht –
Goodenough –
Buna-Gona-Sanananda –
Operation Lilliput 
1943

Wau –
Bismarcksee –
I –
2. Salamaua-Lae –
Chronicle –
Finisterre –
Cartwheel –
Bougainville –
Huon –
Neubritannien –
Bombardierung von Rabaul 
1944–1945

Admiralitätsinseln –
Emirau –
Take Ichi Konvoi –
Reckless –
Persecution –
Wakde-Sarmi –
Biak –
Noemfoor –
Driniumor –
Sansapor –
Morotai –
Aitape–Wewak
Die Kokoda-Track-Kampagne, oder auch Kokoda-Trail-Kampagne, war ein Konflikt im Pazifikkrieg während des Zweiten Weltkriegs und fand zwischen dem 21. Juli bis zum 16. November 1942 im damaligen australischen Territorium Papua statt. Das japanische Ziel bestand darin, Port Moresby durch einen Überlandvorstoß von der Nordküste aus zu erobern. Dazu sollte der Kokoda-Pfad, der über die Berge des Owen-Stanley-Gebirges führt, genutzt werden. Die Einnahme von Port Moresby war Teil der japanischen Strategie zur Isolierung Australiens von den Vereinigten Staaten.
Die Kampagne war in erster Linie eine Landschlacht zwischen den japanischen Südseestreitkräften unter Generalmajor Horii Tomitarōs Südseeabteilung und den australischen und papuanischen Landstreitkräften unter dem Kommando der New Guinea Force.

## Vorgeschichte

### Die alliierte Situation
Seit 1902 war das Territorium Papua eine australische Kolonialbesitzung im Südosten der Insel Neuguinea mit Port Moresby als Hauptstadt. Dort war auch eine kleine australische Garnison stationiert. Mit Beginn des Pazifikkriegs und dem japanischen Vormarsch nach Südostasien verlegten weitere Truppen dorthin und bildeten zur Verteidigung im April 1942 die New Guinea Force unter dem Kommando von Generalmajor Basil Morris. Die speziell für die Verteidigung von Port Moresby vorgesehene Einheit der New Guinea Force wurde unter dem Codenamen „Maroubra“ gegründet. Auch die Maroubra Force stand unter dem Kommando von Basil Morris.
Nach der Eroberung von Lae und Salamaua durch die Japaner verwarf General MacArthur das vorherrschende Konzept einer rein passiven Verteidigung Australiens und beschloss, seine Mission durch offensive Operationen in Neuguinea zu erreichen.
So wurden Truppen, Schiffe, Flugzeuge und Vorräte in Australien und Neuseeland versammelt und ein Gegenangriff vorbereitet, um einige der Inseln zurückzuerobern, die jetzt von den Japanern besetzt waren.
Hier war besonders Port Moresby als Stützpunkt von strategischer Bedeutung, da von hier aus Luftunterstützung für Attacken gegen japanische Basen im Norden und Osten Neuguineas, sowie in Neubritannien; hier besonders Rabaul, und Neuirland geflogen werden konnte.

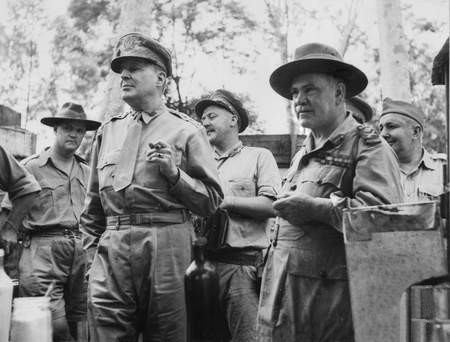
Die Generäle MacArthur und Blamey (v.l.n.r)

Daher erwartete MacArthur auch feindliche Bewegungen entlang des Kokoda Trail, der einzigen befahrbaren Route über die Berge von Buna an der Ostküste Papuas nach Port Moresby. Er war überzeugt davon, dass die Japaner beabsichtigten, diese Route entweder zum direkten Angriff auf Port Moresby oder als Versorgungsbasis für eine mögliche amphibische Streitmacht zu nutzen, die auf dem Seeweg durch den Louisiade-Archipel angreifen würde. Um den Japanern zuvorzukommen, bat er General Blamey, ihn über den Plan der New Guinea Force zum Schutz von Kokoda und strategischer Orte entlang des Kokoda-Trail zu informieren. General MacArthurs Einschätzung der aktuellen Lage war korrekt. Drei Tage nach dieser Anfrage an General Blamey befahl das kaiserliche japanische Hauptquartier dem Kommandeur der 17. Armee, mit der Marine zusammenzuarbeiten und sofort Landangriffspläne gegen Port Moresby auszuarbeiten.

### Die japanische Situation
Schon seit 1938 hatte der Generalstab der japanischen Marine die Einnahme von Port Moresby an der Südostküste Neuguineas innerhalb der Planung zum Aufbau der Großostasiatischen Wohlstandssphäre als einen  wichtigen Schritt vorgesehen. Zum Ausbau ihrer Luftüberlegenheit plante die japanische Armee dort ein Flugfeld zu errichten. Dieser Vorposten hätte es ihnen erlaubt, Australien zu bedrohen und weiter in den Südostpazifik vorzudringen (→ Operation MO). Diese Operation schlug fehl, unter anderem bedingt durch die Schlacht im Korallenmeer.
Die japanische Führung erkannte, dass die Verwendung der wenigen verbleibenden Flugzeugträger zur Unterstützung eines zweiten amphibischen Vorstoßes gegen Port Moresby wahrscheinlich bedeuten würde, sie an überlegene Trägerkräfte der US-Pazifikflotte zu verlieren. Ein unvertretbares Risiko, das sie nicht eingehen wollten. So blieb einzig ein landgestütztes Unternehmen als Lösung übrig.

## Planung
Mitte Juni 1942 zeigte Prinz Takeda in Davao dem Stab der 17. Armee den Bericht eines englischen Forschers, der einen Weg nach Port Moresby beschrieb. Daraus entwickelte sich eine Studie zu einer Landoperation um nach Port Moresby zu gelangen.
Die Japaner handelten nicht voreilig bei ihrem Versuch, Truppen über das Owen-Stanley-Gebirge zu schicken. Am 14. Juni, sechs Tage nach der Schlacht um Midway, wurde General Hyakutake, Kommandeur der 17. Armee, aufgefordert, sich auf einen Überlandangriff auf Port Moresby vorzubereiten. General Hyakutake, der sich auf dem Weg nach Davao befand, wurde ausdrücklich darauf hingewiesen keine größeren Streitkräfte unter seinem Kommando nach Neuguinea zu befehlen, bis der Weg gründlich erkundet und die Operation für machbar befunden wurde. Seine Streitkräfte sollten sich aber für sofortige Maßnahmen bereithalten, falls die Aufklärung ein günstiges Ergebnis ergäbe. General Horii, Kommandeur der Südseestreitkräfte, sollte die unmittelbare Verantwortung für die Operation tragen.

### Der Kokoda-Trail

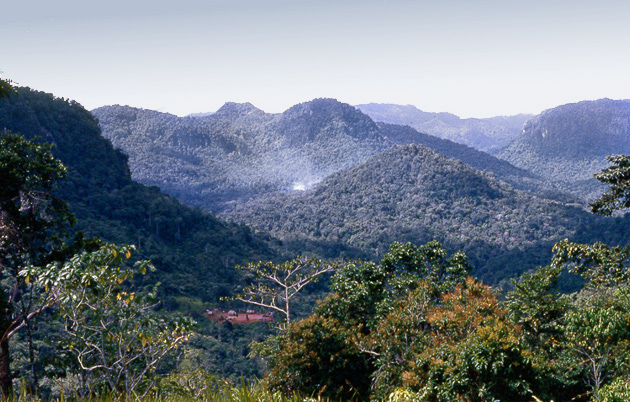
Owen-Stanley-Gebirge

Der Kokoda-Trail führt von Buna an der Nordküste nach Kokoda an den Nordhängen der Owen-Stanley-Berge. In Wairopi, etwa 48 km südwestlich von Buna, überspannte eine Drahtseilbrücke, nach der der Ort benannt wurde, die riesige Schlucht des Kumusi-Flusses, einen breiten turbulenten Strom, mit gefährlichen Senken und Sturzfluten. Zwischen Buna und Wairopi ist das Land relativ flach. Hinter Wairopi wird es dann steil und felsig. Kokoda selbst liegt auf einem kleinen Plateau zwischen den Ausläufern der Ajura Kijala und des Owen-Stanley-Gebirges. Auf diesem Plateau, das etwa 360 m über dem Meeresspiegel liegt, befindet sich ein kleiner Flugplatz, der nur für leichte Verkehrsflugzeuge und kleinere  Militärtransporter geeignet war.
Von Kokoda führt der Weg nach Süden entlang der Westseite eines riesigen Canyons, der sogenannten Eora Creek Schlucht. Er führt durch die einheimischen Dörfer Deniki und Isurava zu einer Wegkreuzung in Alola, wo ein Weg von Ilimo, einem Punkt südwestlich von Wairopi, über Kobara, Fila, Missima und Abuari, eine Abkürzung, in den Hauptweg mündet, die es ermöglicht, Kokoda zu umgehen. Von Alola aus kreuzt der Weg zur Ostseite des Eora Creek und steigt zur Templeton’s Crossing an, wo die riesigen Ausläufer des Hauptbereichs der Owen Stanleys zum ersten Mal auf einer Höhe von rund 2100 m angetroffen werden. Gleich hinter Templeton’s Crossing befindet sich ein Gebirgspass, genannt The Gap, der über den Sattel führt. The Gap, der nur etwa 31 km südlich von Kokoda liegt, ist ein zerklüfteter, mit Dschungel bedeckter Sattel im Hauptbereich, der an seinem Mittelpunkt etwa 2300 m hoch ist. Der Sattel ist ungefähr 8 km breit, mit hohen Bergen auf beiden Seiten. Der Weg führt ungefähr 9,5 km über einen felsigen, wüsten Pfad, auf dem nicht genügend ebener Platz zum Aufstellen eines Zeltes und Platz für nur einen Mann vorhanden ist. Dahinter geht der Weg steil nach unten nach Myola, Kagi, Efogi, Menari, Nauro, Ioribaiwa, der Imita Range und Uberi bis auf 1200 m. Der südliche Rand des Gebirges befindet sich in Koitaki, etwa 48 km von Port Moresby entfernt, wo die Höhe nur noch 600 m beträgt.
Der Weg ist größtenteils ein schmaler Dschungelpfad, der über zerklüftete Berge verläuft und von einigen der schwierigsten Dschungelgebiete umgeben ist. Es wäre eine der schlimmsten Umgebungen, um die während des gesamten Krieges gekämpft werden müsste.

## Die Kampagne

Kokoda-Track mit Ortsangaben

Da der Ausgangspunkt des Weges nach Port Moresby an der Nordostküste Neuguineas bei Buna liegt, sollte als erstes dort ein Brückenkopf errichtet werden.
Am 21. Juli landeten die Yokoyama Advance Party und eine Sasebo Speziallandungseinheit der Marine bei Buna und Gona. Sie sollten die Vorabroute nach Port Moresby untersuchen und Teilvorbereitungen im Hinblick auf die Operationen der Hauptstärke der Streitkräfte durchführen. Alliierte Luftangriffe sollten die Landung verhindern, führten jedoch nur zu geringer Verzögerung.

### Vorrücken der Japaner
Die japanischen Einheiten fanden die Straßen rund um die Küste in einem relativ guten Zustand. Die 40 Kilometer lange Straße von Buna und Gona im Landesinneren nach Soputa musste nicht instand gesetzt werden und war mit Kraftfahrzeugen befahrbar. Andernorts wurde ein Vorankommen der Japaner durch den Dschungel, Grasland und steile Schluchten behindert.
Die Vorauseinheit Yokoyama Advance Party bewegte sich schnell von Giruwa über Soputa und Sonbo entlang der Kokoda-Straße. Am 23. Juli besiegte die Einheit in Awala ungefähr dreißig einheimische Gegner und kurz darauf 100 Australier. Die Australier zogen sich dann nach Wairopi zurück und zerstörten die Brücke hinter sich, die dem Dorf den Namen gab. Doch auch diese Stellung konnte nicht lange gehalten werden.
Die Japaner drängten die australischen Einheiten weiter zurück und rückten etwa 16 Kilometer östlich von Kokoda auf die Anhöhe von Oivi vor, wo sich am 26. Juli die nachrückenden Haupteinheiten der Yokoyama Advance Party sich ihnen anschlossen.

### Schlacht um Kokoda
Die Australier hatten sich unterdessen nach Kokoda zurückgezogen. Schon kurz nachdem die Japaner gelandet waren, befahl General MacArthur General Basil Morris, Verstärkung nach Kokoda zu schicken. Die Australier verfügten aber nur über ein Transportflugzeug, das auf der kleinen Landebahn bei Kokoda landen konnte. Oberstleutnant William T. Owen, der Kommandeur des 39. Bataillons, wurde am 24. Juli eingeflogen, und zwei Tage darauf wurden dreißig Männer eingeflogen.
Am selben Tag starteten die Japaner einen Angriff auf den Ort. Nach einem weiteren Rückzug gelang es den Australiern unter Owen aber Kokoda kurzzeitig zu halten, bis sie schlussendlich den Japanern am 29. Juli Kokoda und das dortige Flugfeld überlassen mussten, da sie den Japanern zahlenmäßig unterlegen waren. Durch den sehr heftigen Widerstand gingen die Japaner davon aus, eine größere Einheit mit mehr als 6000 Mann geschlagen zu haben.

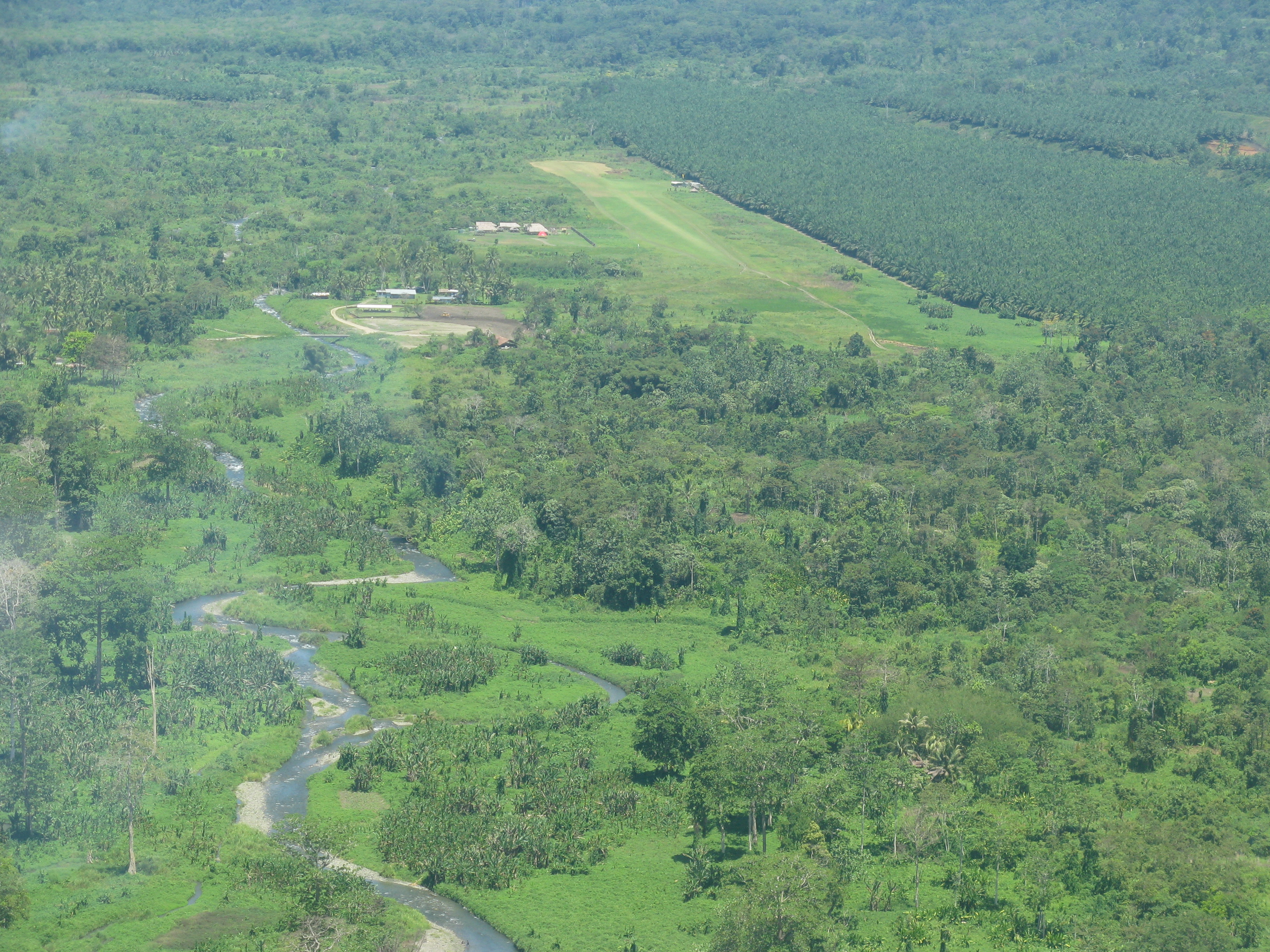
Das Flugfeld bei Kokoda im Jahr 2008

Die Australier zogen sich in zuvor vorbereitete Positionen in Deniki zurück, wo sie am nächsten Tag von den restlichen Einheiten aus Oivi verstärkt wurden, denen es gelungen war sich in der Nacht aus der japanischen Umzingelung zu befreien.

### Verstärkungen der Japaner und der Alliierten
Gemäß der gemeinsamen Vereinbarung vom 31. Juli hatte sich die 8. Flotte verpflichtet, die Flugplätze in Buna und Kokoda bei der Landung der Hauptstreitkräfte in Betrieb genommen zu haben. Allerdings verhinderten alliierte Luftangriffe und andere Widrigkeiten dieses Vorhaben. Am 29. und 31. Juli bombardierte die alliierte Luftwaffe die feindlichen Versorgungsschiffe, beladen mit Fahrzeugen und Baumaterialien für den Einsatz im  Feld, während sie auf dem Weg nach Buna waren. Die Kōtoku Maru ging verloren und die anderen Schiffe mussten mit nicht gelieferter Fracht nach Rabaul zurückkehren. Dieser Misserfolg und die Entdeckung, dass der Flugplatz in Buna sehr feucht war und möglicherweise nicht bis zum 7. August in Bereitschaft gebracht werden konnte, führten dazu, dass der X-Day auf den 16. August verschoben wurde.

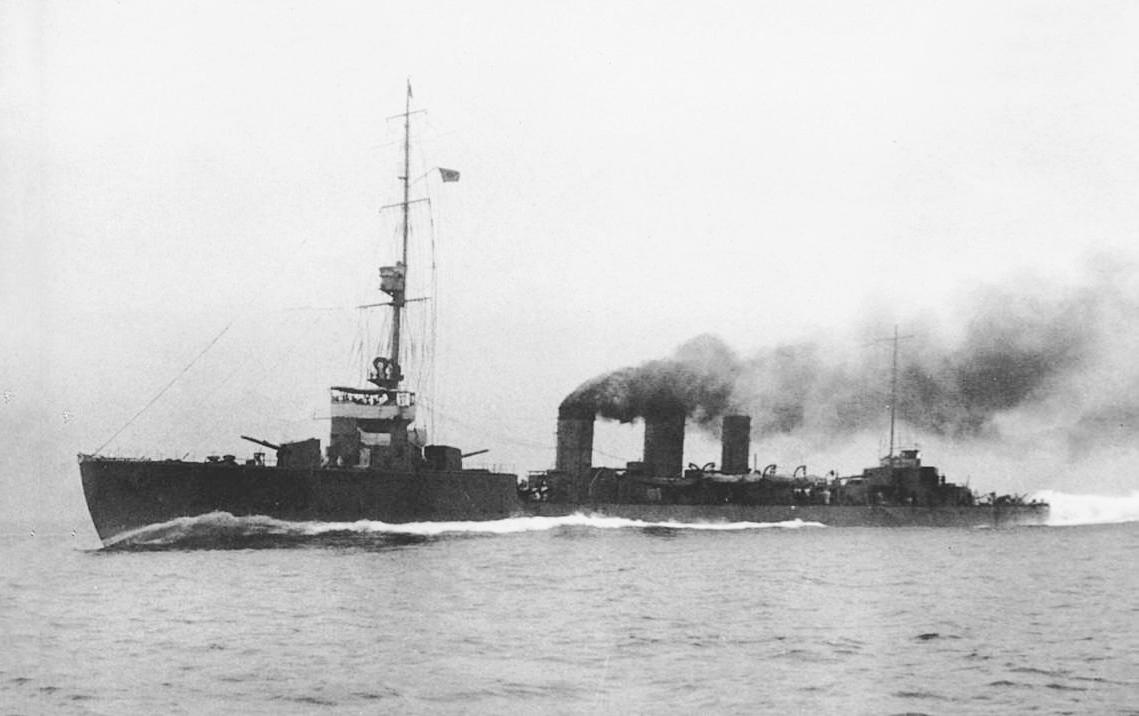
Der japanische Kreuzer Tatsuta

Auch die Landungen der Alliierten in den südlichen Salomonen beeinträchtigten die Arbeiten in Buna. So hatte ein Konvoi, der die 3000 Mann der 14. und 15. Marinebaueinheit (Nankai-Detachment), ihre Baumaschinen, Fahrzeuge und einige Armeevorräte beförderte, Rabaul am 6. August nach Buna verlassen. Es wurde am nächsten Tag von der 8. Flotte zurückgerufen, als er die Hälfte des Weges zurückgelegt hatte. Der Konvoi ankerte in Rabaul, bis sich die Situation in den Salomonen geklärt hatte, verließ Rabaul in der Nacht des 12. August ein zweites Mal mit dem Kreuzer Tatsuta, den Zerstörern Yungai und Yūzuki  sowie U-Boot-Jägern und erreichte Basabua sicher am folgenden Nachmittag, obwohl er unterwegs schwer aus der Luft angegriffen wurde. Am frühen Morgen des 14. August wurden die Schiffe entladen und begaben sich auf den Heimweg. Am nächsten Morgen, als die Arbeiten am Buna-Flugfeld und an einer Dummy-Landebahn unmittelbar westlich davon begannen, kamen die Schiffe trotz weiterer Luftangriffe unbeschädigt in Rabaul an.
Die Haupteinheiten der Südseestreitkräfte unter General Horii und das 25. Marine-Flieger-Geschwader verließen Rabaul am 17. August in drei eskortierten Transportern, Kazuura Maru, Ryoyo Maru und Kan’yo Maru. Ohne von alliierten Flugzeugen entdeckt zu werden, erreichten die Transporter am späten Nachmittag des 18. August Basabua und wurden schnell und ohne Zwischenfälle entladen. Auch während der gesamten Zeit vor Anker noch auf dem Weg zurück nach Rabaul fanden Luftangriffe statt. US-Flugzeuge bombardierten am 19. August einen dritten Konvoi mit zwei Transportern und beschädigen diese leicht. Die Japaner führten zur Deckung der Unternehmen Luftangriffe auf die Milne Bay durch.
Das 41. Infanterieregiment (ohne das 1. Bataillon) verließ Rabaul am 19. August auf den Transportern Kiyokawa Maru und Myoko Maru. Der Konvoi, begleitet von der Tsugaru und dem 32. U-Boot-Verfolgergeschwader, landete erfolgreich am Abend des 21. August. Unterwegs wurde Kontakt mit einer einzelnen B-17 aufgenommen, der Konvoi wurde jedoch nicht beschädigt.
Unterdessen sah der Plan der Australier vor, Isurava zu einer Basis zu machen, von der aus sie Kokoda angreifen und wieder besetzen konnten. Sobald sie die Landebahn auf dem Kokoda-Plateau besaßen, konnten sie Luftverstärkungen von Port Moresby erhalten und die Japaner zurück an die Küste drängen. Am 18. August ersetzte Generalleutnant Sydney Rowell Generalmajor Basil Morris als Kommandeur der New Guinea Force. Generalmajor Arthur Allen übernahm das Kommando über die 7. Australische Division und war für die Einsätze auf dem Kokoda-Trail verantwortlich. Die Truppen in Isurava waren durch das 2. Bataillon der 30. Brigade und zwei Bataillone der 21. Brigade verstärkt worden.
Die Garnison von Port Moresby zählte mit ihren drei Infanteriebrigaden und ihren australischen und amerikanischen Luft-, Flugabwehr-, Ingenieur- und Serviceeinheiten bereits 22.000 Mann. Wenn wie geplant die 25. Brigade, das Hauptquartier der 7. Division und andere Divisionstruppen eintrafen, wären es insgesamt 28.000. Das für Port Moresby geplante Programm mit sieben Flugplätzen stand kurz vor dem Abschluss. Vier Felder wurden fertiggestellt und genutzt; zwei für Jäger, eines für mittlere Bomber und eines für schwere Bomber. Die drei verbleibenden Felder; zwei für schwere Bomber und eines für mittlere Bomber, sollten Anfang September fertig sein.

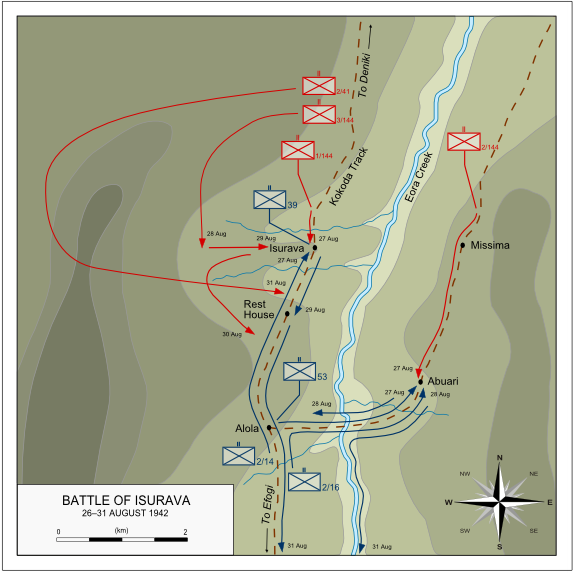
Schlacht um Isurava

### Schlacht um Isurava
Die Japaner unter General Horii übten auf Isurava bis zum 26. August, dem Datum, an dem die Australier ihren Gegenangriff starten sollten, starken Druck aus. Die australischen Einheiten waren zahlenmäßig unterlegen, wurden flankiert und zurückgedrängt. Die Versorgung aus der Luft war nur unzureichend. Die Verstärkungen, die die Japaner aus Kokoda verdrängen sollten, waren nun gezwungen, die Defensive zu übernehmen und die zerschlagenen Überreste der sich aus Isurava zurückziehenden Streitkräfte zu befreien.

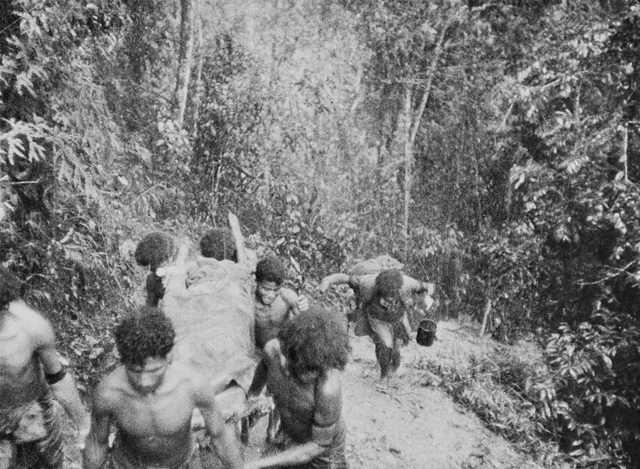
Einheimische tragen einen verwundeten australischen Soldaten

In der Nacht vom 2. auf den 3. September landeten weitere 1500 Mann japanische Verstärkungstruppen sicher in Basabua. Zu den Verstärkungen gehörten das verbleibende Bataillon der 41. Infanterie und eine Staffel der Südseestreitkräfte, ein Lazarett, weitere Servicetruppen und eine „Notfall“-Transporteinheit mit Fahrzeugen und 300 Packpferden. Allerdings begannen nun die Probleme mit Waffen- und Munitionsnachschub, da gleichzeitig auch die Truppen auf Guadalcanal versorgt werden mussten.

### Eora Creek I
Eora Creek verläuft nördlich, etwa parallel zum Kokoda Trail, vom zentralen Kamm der Owen-Stanley-Berge in der Nähe von Myola bis zum Fluss Mabare östlich von Kokoda. Der Weg überquert den Fluss an zwei Punkten: am Templeton’s Crossing und nördlich des Dorfes Eora Creek. In der Nähe des Dorfes fließt der Fluss durch das Gebiet einer tiefen Schlucht, das von Historikern als günstigste Verteidigungsbedingung auf der gesamten Länge des Weges beschrieben wird.
Templeton’s Crossing (Templetons Kreuzung) befindet sich in der Mitte einiger der steilsten und höchsten Abschnitte des Kokoda-Trails.

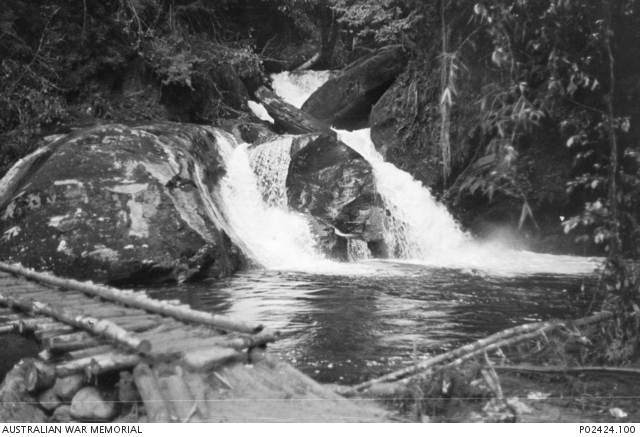
Eora Creek

Am 31. August zogen sich die australischen Streitkräfte aus dem Gebiet von Alola zurück und positionierten sich auf der Südseite des Dorfes am Eora Creek. Die Australier gruben sich so gut sie konnten ein und bereiteten sich auf einen erneuten japanischen Angriff vor. Nach Einbruch der Dunkelheit am 31. August überquerten die Japaner erfolgreich den Bach und griffen die australischen Stellungen an. Die japanischen Angriffe nahmen mehr und mehr an Heftigkeit zu, und im Morgengrauen des 1. September war es wahrscheinlich, dass die Japaner die verteidigenden Australier überrennen würden. Daher wurde beschlossen, den Rückzug fortzusetzen, bis der Kontakt zu den Japanern unterbrochen sein würde.
Am Morgen des 2. September begann der Rückzug nach Templeton’s Crossing. Um 8 Uhr morgens ließen sich die ersten Einheiten eine Stunde nördlich von Templeton’s Crossing nieder und weitere in unmittelbarer Nähe von Templeton’s Crossing. Die Japaner hielten unterdessen immer noch ständig Kontakt mit der australischen Nachhut, mit andauernden Gefechten und Sondierungsangriffen.
Ein moralischer Niederschlag für die Japaner war kurz darauf die Eroberung ihres Stützpunktes in der Milne-Bay durch alliierte Truppen am 5. September.

### Schlacht an der Mission Ridge/Brigade Hill
Brigade Hill ist ein hoher Bergrücken etwa auf halber Strecke des Kokoda Trail. Mission Ridge erstreckt sich entlang seiner Nordwand. Die Ostwand ist sehr steil, während die Westwand nur geringfügig flacher ist, da sie zum Fluss Fagume abfällt. An dieser Stelle wurde der Maroubra Force befohlen, gegen die vorrückenden Japaner zu kämpfen und sie auf dem Weg nach Port Moresby aufzuhalten.
Die Hoffnung der Australier war ein neu hinzugekommenes Bataillon, das die stark erschöpften Männer in vorderster Front unterstützte. Schweres Feuer japanischer Artillerie signalisierte den Beginn der Schlacht. Währenddessen bewegte sich ein japanisches Bataillon, angeführt von einem papuanischen Führer, entlang des Fagume, bevor es die ganze Nacht über den steilen Westhang den Brigade Hill erklomm. Die Australier waren vom folgenden Angriff völlig überrascht. Trotz starker Gegenwehr mussten sie sich wieder weiter zurückziehen. Die verstreuten Einheiten brauchten bis zu drei Wochen, bis sie sich durch den Dschungel irrend wieder ihren Kameraden anschließen konnten.

### Ioribaiwa und Imita Ridge
Am 9. September wurden zwei neue australische Brigaden an die Front entsandt. Die Front war jetzt in Ioribaiwa, und hier wurden die Australier endlich aus Port Moresby kommend verstärkt, einen Tag nachdem die Japaner die Position bei Efogi angegriffen hatten. 

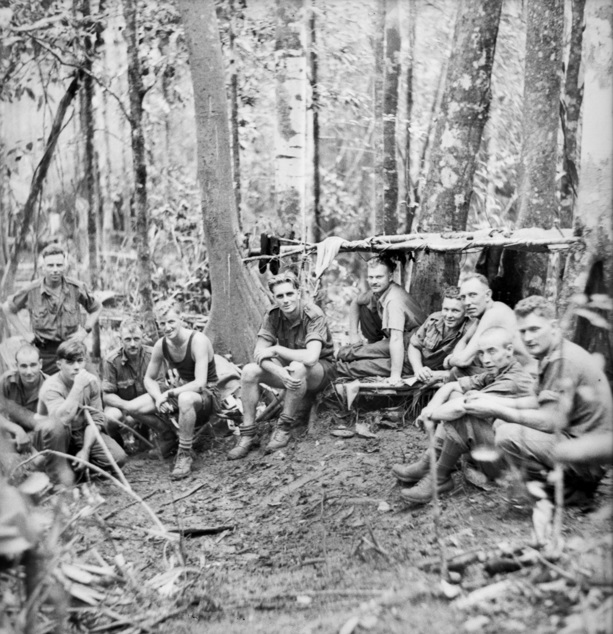
Australische Infanteristen nahe Ioribaiwa

Die japanischen Nachschub- und Versorgungswege waren aber jetzt dramatisch überdehnt. Zu diesem Zeitpunkt rückte kaum mehr Verstärkung nach, und die Verwundeten wurden an der Front zurückgehalten, in der Hoffnung, dass die erbeuteten Feldlazarette näher waren als die eigenen medizinischen Einrichtungen im Hinterland.
Der Kamm bei Ioribaiwa wurde bereits von zwei australischen Brigaden verteidigt. Am 10. und 11. September kamen die sich zurückziehenden zwei Bataillone hinzu, während die ersten beiden Bataillone der 25. Brigade am 14. September Ioribaiwa erreichten. Die neuen Bataillone versuchten kurz nach ihrer Ankunft die Japaner zu attackieren, aber dieser Angriff scheiterte.
Zwischen dem 14. und 16. September starteten sowohl die japanischen wie auch die australischen Streitkräfte in der Region Ioribaiwa Angriffe gegeneinander. Die Schlachten in diesem Gebiet können als Unentschieden angesehen werden. Die Japaner schafften es nicht, die Australier von der Anhöhe zu verdrängen, aber die Australier, die jetzt eine viel größere und stärkere Streitmacht besaßen, hatten es auch nicht geschafft, die Japaner von den Stellungen zu entfernen, die sie auf dem Kamm eingenommen hatten.
Die Japaner konnten schließlich im Osten den Höhepunkt auf der Ioribaiwa-Anhöhe erobern, der ihnen einen Blick auf die gesamte australische Position ermöglichte. Dieses Ereignis und die Verluste, die durch den ständigen Beschuss durch die japanische Artillerie verursacht wurden, führte zum erneuten Rückzug der australischen Einheiten auf eine Position auf der Imita Ridge, einen Tagesmarsch von Ioribaiwa entfernt.
Der Rückzug nach Imita ermöglichte es den Australiern zum ersten Mal in der Kampagne, auf japanische Artillerie mit ihrer eigenen Artillerie zu reagieren. Darüber hinaus konnten die australischen Versorgungslinien verkürzt und eine bessere Verteidigungsposition geschaffen werden.
So war die Freude der siegreichen Japaner nur von kurzer Dauer. Sie hatten den Höhepunkt ihres Vormarsches erreicht und es zeichnete sich eine enorme eigene Versorgungskrise ab. Ein weiterer Grund für den japanischen Rückzug war, dass die Kämpfe auf Guadalcanal schlecht für sie liefen und das kaiserliche Hauptquartier in Tokio es für sinnvoll hielt, in Papua nicht zu viel Kraft zu vergeuden, bis das Guadalcanal-Problem gelöst war. Sie gaben jedoch nicht die Hoffnung auf einen weiteren Angriff auf Port Moresby in der Zukunft auf und zogen sich nur bis zur Region Templeton’s Crossing / Eora zurück.

### Eora Creek II
Schnell gelangten die australischen Einheiten in die Offensive. Sie kämpften sich auf demselben Weg nach Norden, auf dem sie von Juli bis September Niederlage um Niederlage erlitten hatten. Verstärkungen, hauptsächlich aus der 7. Division, brachten die Maroubra Force auf 4600 Mann.

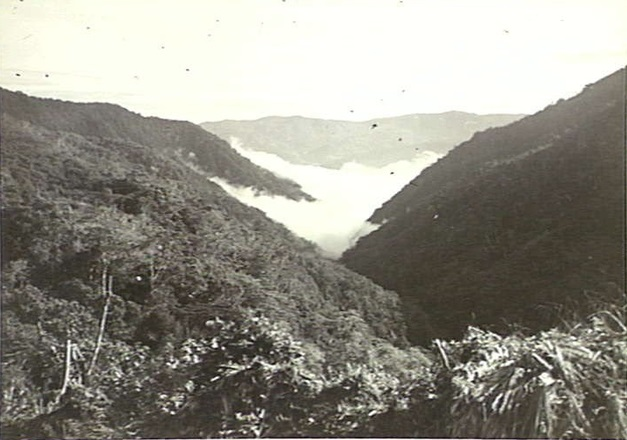
Das Tal des Eora Creek

Am 13. Oktober fand der erste australische Angriff auf drei japanische Artilleriegeschütze statt, der jedoch keinen Erfolg erzielte. Auch ein weiterer Angriff eines australischen Bataillons auf drei andere Geschütze musste angehalten werden. Jedoch zogen sich die Japaner am nächsten Tag, nachdem die Australier Verstärkung erhalten hatten, auf weiter zurückliegende Positionen zurück. Die Australier befanden sich jetzt deutlich in der Überzahl.
Ein entscheidender Angriff fand am 20. Oktober statt. Mittels eines Zangenangriffs brachen die Australier in die japanische Position ein, was zu deren hastigem Rückzug führte. Dies war das erste Mal in der Kampagne, dass die australische Infanterie eine eingegrabene japanischen Verteidigungsstellung sofort eroberte.
Da sich eine weitere negative Entwicklung auf Guadalcanal ergeben hatte, befahl Hyakutake Horii, sich in Richtung seiner Küstenbasis zurückzuziehen. Während sich die Japaner aus Eora zurückzogen, griffen die Australier am 28. Oktober an. Die japanischen Geschütze und die Verwundeten hatten am Vortag die Stellungen verlassen, aber das japanische Bataillon, das die rechte Flanke schützte, wurde überrascht. Es erlitt schwere Verluste, aber der australische Druck entlang der Front war unzureichend und dem Rest der japanischen Streitkräfte gelang die Flucht nach Kokoda.

### Alliierte Einnahme von Kokoda
Schon am Morgen des 25. Oktober gelangte eine kleine australische Patrouille über das Flugfeld kommend in den Bezirk von Kokoda. Ungeachtet einiger Japaner konnten sie ihre Mission fortsetzen, bis sie von den japanischen Soldaten beschossen wurden und sich zurückzogen.
Eine weitere Patrouille der Maroubra Force traf am 2. November in Kokoda ein. Sie stellten fest, dass die Japaner schon abgezogen waren. Am Nachmittag war dann das gesamte Bataillon eingetroffen und hatte das Gebiet gesichert.
Die Australier bereiteten schnell die Landebahn vor, um ihr Nachschubproblem zu lösen, und drängten dann weiter vorwärts.

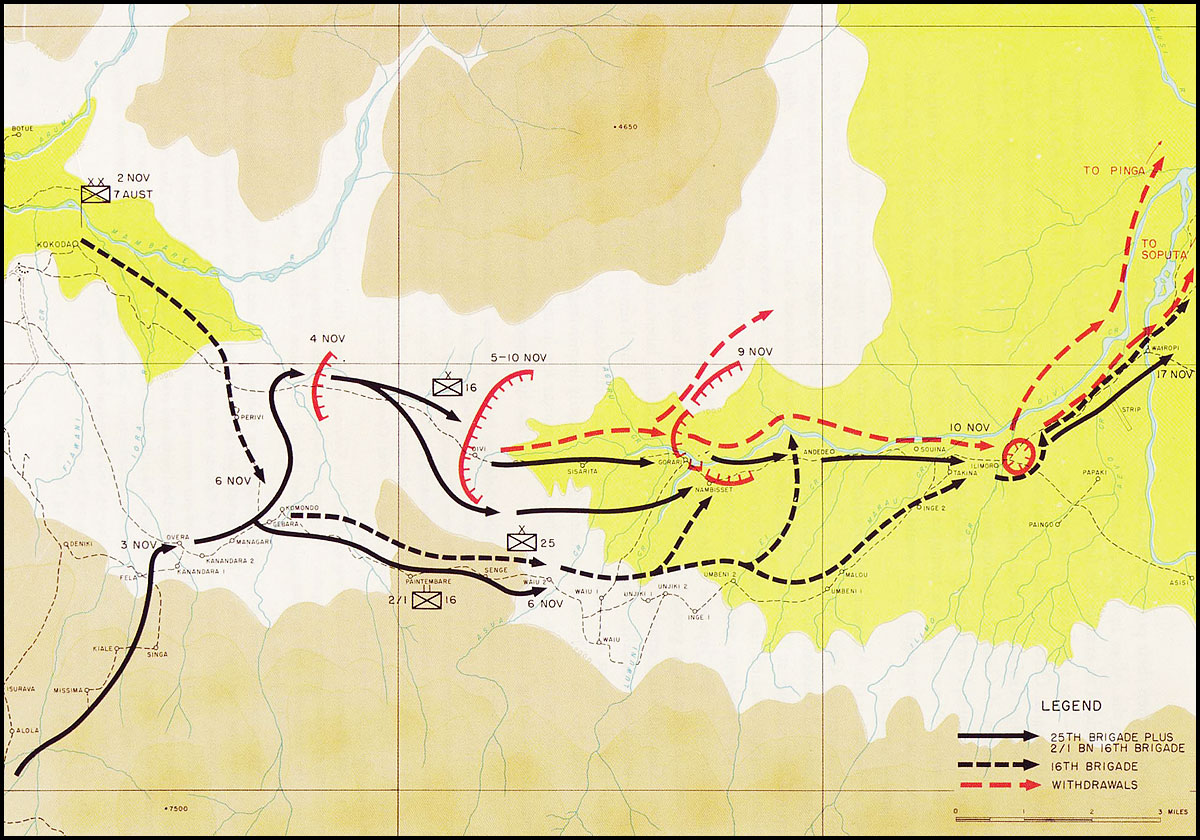
Vormarsch der australischen Einheiten durch Oivi-Gorari

### Schlacht um Oivi-Gorari
Die Japaner stellten sich entschlossen auf die Anhöhe von Oivi und Gorari. Die Australier griffen sie gleichzeitig frontal und von der Flanke her an. Am 10. November wurden die Japaner nach schweren Verlusten von ihren Positionen auf dem Rückzug vertrieben.
Ein klarer Hinweis darauf, dass die Japaner hier eine schwere Niederlage erlitten hatten, war der Verlust von Artilleriegeschützen an die Australier. In keiner Schlacht war dies den Japanern bisher passiert, aber in Oivi-Gorari verloren die Südseestreitkräfte jede der 15 dort eingesetzten Kanonen.

Die japanischen Truppen wurden ebenfalls aus ihrer Position vertrieben und mussten in völliger Auflösung die Flucht zur Küste antreten. Selbst für die Optimisten im Führungsstab der Südseestreitkräfte und in Rabaul war Oivi-Gorari eindeutig das Ende der japanischen Aussichten, Port Moresby einzunehmen.

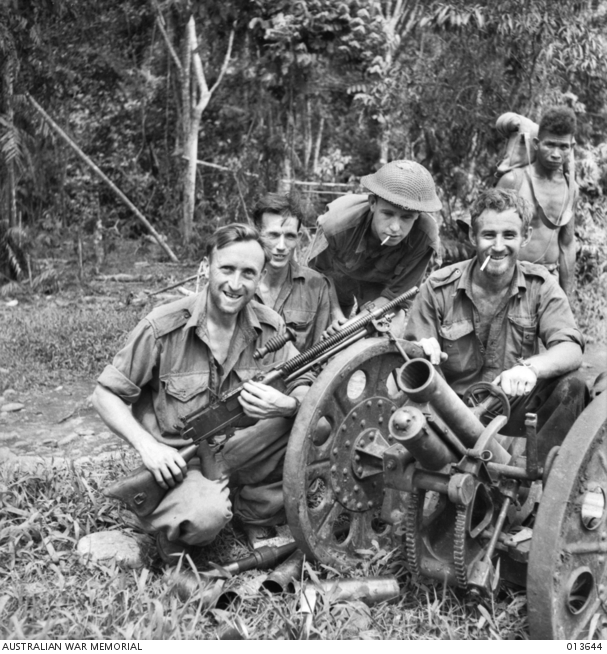
Australische Soldaten mit einer erbeuteten japanischen Infanteriekanone nahe Oivi-Gorari

Am 10. November wurde die Entscheidung über einen allgemeinen Rückzug der Südseestreitkräfte getroffen. Ein erster Plan basierte auf einem Durchbruch der australischen Blockade nach hinten. Dieser wurde jedoch schnell verworfen, da durch eine rasche Verfolgung durch die Australier die Gefahr bestand die komplette Streitmacht zu verlieren. So überquerte zuerst eine Einheit einen Nebenfluss des Kumusi, um diesen zu sichern, so dass alle anderen Einheiten nachfolgen konnten. Als die Truppen am Morgen in Gorari ankamen, stellten sie fest, dass durch den tagelang andauernden Regen der Kumusi überflutet war, was eine Überquerung durch ermüdete Soldaten schwierig machte.
In den nächsten Tagen rückten die Australier immer näher an die japanischen Truppen heran, so dass Generalleutnant Horii beschloss, am 19. November mit mehreren seiner Stabsoffiziere mit dem Floß den Fluss Kumusi hinunter nach Giruwa zu fahren, Horii gab den verbliebenen Einheiten den Befehl, den Kumusi zu überqueren und dann in Richtung Gona vorzurücken.

### Alliiertes Vorrücken auf Buna-Gona
Zur Einnahme von Buna-Gona hatte General MacArthur eine Gesamtstärke von zehn Brigaden in der Region. Alliierte Flugzeuge sollten von Port Moresby aus anfliegen und japanische Nachschubtransporte in Rabaul mit Hilfe genauer Informationen von geheim platzierten Küstenwächtern angreifen. Für den Angriff waren vier Achsen vorgesehen; die Australier auf dem Kokoda Track und dem Kapa Kapa-Jaure Track im Südosten, die dritte Achse ausgehend von der Milne-Bay, sowie als Viertes ein direkter Flugweg von Südosten nach Buna, mit Truppen, die von Wanigela südlich vom Kap Nelson aus eingeflogen wurden.
So wurden die Japaner Ende November in dem schmalen Küstenstreifen von Gona nach Buna eingekesselt und standen mit dem Meer im Rücken den alliierten Streitkräften im Westen und Süden gegenüber. Allerdings hatten sie zur Verteidigung sehr stark befestigte Stellungen erbaut.
Am 14. Dezember starteten die Alliierten einen Großangriff auf Buna. Der Ort konnte schnell eingenommen werden und am nächsten Tag auch viele umliegende Stellungen der Japaner. Nach und nach wurde der japanische Widerstand immer schwächer und in der ersten Januarwoche 1943 war das komplette Gebiet in alliierter Hand.

## Folgen
Das Ende der Kampagne markierte die erste siegreiche Operation der alliierten Bodentruppen im Krieg gegen die Japaner und das Ende der ersten Phase der Operationen im südwestpazifischen Raum.
Zwar gelang es den Japanern die Kei-Inseln und Tanimbar am 30. Juli zu besetzen und zeitweise Luftangriffe auf Darwin zu fliegen, aber durch die Verteidigung von Port Moresby und die anschließende Besetzung der japanisch eroberten Gebiete im Nordwesten Neuguineas waren die Japaner gezwungen, sich zurückzuziehen und neu aufzustellen.
Australien und die Versorgungslinien aus den Vereinigten Staaten waren gesichert, und die feste Errichtung einer Basis in Papua bildete einen ersten und entscheidenden Schritt in der alliierten Gegenoffensive, die Rabaul schließlich in Isolation versetzen und die Japaner von ihren vorderen Stützpunkten im Südwestpazifik vertrieb.

## Gedenkstätten und Friedhöfe

### Friedhof Bomana
Am südlichen Ende des Kokoda-Trail befindet sich an der Straße zu Port Moresby Bomana, der größte Kriegsfriedhof im Pazifik. Er enthält insgesamt 3824 Gräber, davon 699 unbekannte Soldaten aus den Kämpfen in Neuguinea, Australier sowie weitere alliierte Soldaten, Seeleute und Flieger.
Bomana wurde 1942 angelegt. In den folgenden Jahren wurden Gefallene aus weiten Teilen Neuguinea hierhin verlegt. Der Friedhof wurde von A. G. Robertson neu entworfen und am 19. Oktober 1953 vom Generalgouverneur von Australien, Feldmarschall Slim, eingeweiht.

#### Port Moresby Memorial
Hinter dem Friedhof Bomana erinnert das Port Moresby Memorial an etwa 750 Männer der australischen Armee zusammen mit den einheimischen Streitkräften in Papua-Neuguinea, der australischen Handelsmarine und der Royal Australian Air Force, die unbekannt verschollen sind.

### Kokoda Track Memorial Walkway
Der Kokoda Track Memorial Walkway ist ein Denkmal und eine Gedenkstätte für alle, die im Zweiten Weltkrieg für Australien gekämpft haben. Ein Hauptaugenmerk liegt auf den Opfern, die während der wichtigsten Schlachten in Papua-Neuguinea zwischen 1942 und 1943 entlang des Kokoda-Pfades in der Milne Bay an der Südostspitze Papuas, sowie in Buna, Gona und Sanananda an der Nordküste erbracht wurden.
Im Mittelpunkt stehen hohe Granitwände mit Fotografien der Kokoda-Kampagne. Es gibt 22 audiovisuelle Stationen entlang des Gehwegs, die jeweils einen bedeutenden Ort oder ein militärisches Engagement beschreiben. Der Weg wurde mit üppiger tropischer Vegetation bepflanzt, die die Bedingungen des Kokoda Track simuliert.

#### Kokoda Track Memorial Walk (1000 Steps)
Der 1000 Steps Walk ist eine Fitnessstrecke in Melbourne. Der 3 km lange Weg liegt im Nationalpark Dandenong Ranges. Plaketten entlang des Weges sollen das Leben der Soldaten zeigen, die während des Zweiten Weltkriegs auf dem Kokoda-Track in Papua-Neuguinea gekämpft haben und gestorben sind. Die Stufen stellen die „Goldene Treppe“ dar, ein Name, den australische Soldaten den 2000 Stufen gegeben haben, die von den Ingenieuren der australischen Armee und anderen in die Strecke zwischen Uberi und Imita Ridge geschnitten wurden.

### Gedenkstätte Isurava
Zum Gedenken an die schweren Kämpfe bei Isurava gab die australische Regierung anlässlich des 60. Jahrestages die Planung und Produktion eines Denkmals in Auftrag. Die Gedenkstätte wurde am 14. August 2002 vom australischen Premierminister John Howard und dem papuanischen Premierminister Michael Somare offiziell eröffnet. Anwesend waren auch eine Reihe von Kriegsveteranen.

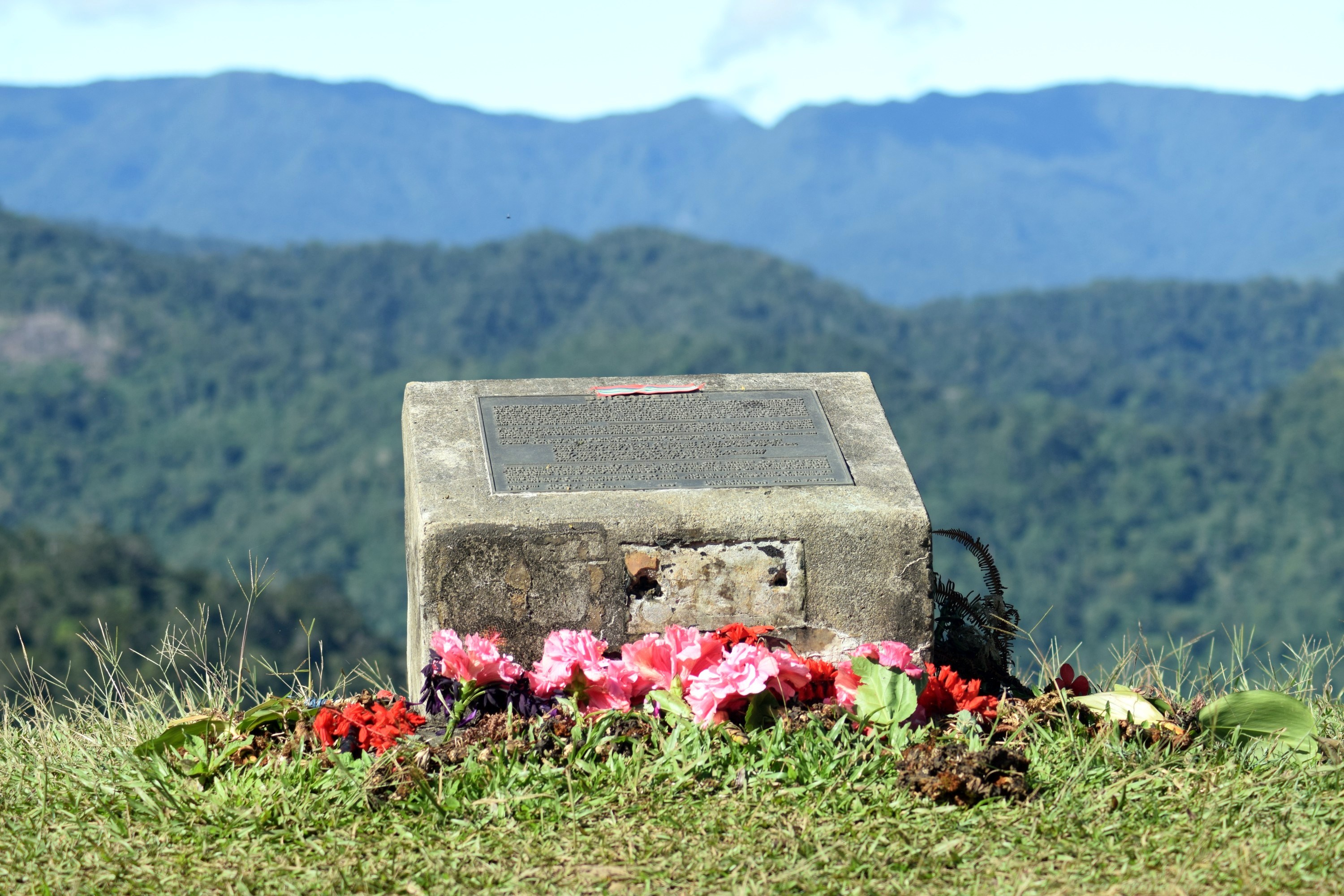
Gedenkstein für die Schlacht am Brigade Hill

### Gedenkstätte Brigade Hill
Am Brigade Hill erinnert ein kleiner Gedenkstein mit einer Inschrift an die Schlacht.

#### Brigade Hill Friedhof
Der Friedhof für Gefallene zweier australischer Brigaden an dieser Stelle existiert heute nicht mehr. Die Gräber wurden auf den Bomana Friedhof in Port Moresby überführt.

### Japanischer Soldatenfriedhof Cowra
Der Friedhof liegt in Cowra, New South Wales. Auf dem Friedhof wurden japanische Kriegsgefangene und zivile Internierte beigesetzt, die während des Pazifikkriegs in Australien starben.